# Prokop Bronikowski
Prokop Bronikowski herbu Leliwa – chorąży królewski i sekretarz królewski w 1556 roku.
Jako brat czeski (był protektorem tego wyznania) podpisał w kwietniu 1570 roku zgodę sandomierską.